# František Veitl
František Veitl (26. srpna 1903 Nusle – 3. října 1944 Severní moře severozápadně od Stavangeru) byl český četník a palubní střelec 311. československé bombardovací perutě.

## Život

### Před druhou světovou válkou
František Veitl se narodil 26. srpna 1903 v Nuslích u Prahy v rodině strojvedoucího Franze Veitla a Anny, rozené Mlezivové. Pět tříd obecné školy vychodil v plzeňské Doubravce, v prvoválečných letech pak školu měšťanskou v Plzni. Otec mu zemřel v roce 1914. Po válce se živil mj. jako číšník nebo nosič zavazadel v Mariánských Lázních. Při své výšce 198 cm byl aktivním sportovcem. Během prezenční vojenské služby u pěšího pluku 29 v Jindřichově Hradci absolvoval mezi lety 1924 a 1925 poddůstojnickou školu a dosáhl hodnosti četaře. V roce 1928 prošel úspěšně Školou pro četnictvo ve Zbirohu a jako četník posléze na různých místech působil (Praha, Dolní Beřkovice, Kokořín, Nýrsko). V roce 1931 se oženil s Libuší Královou, manželům se narodila dcera Libuše. V roce 1937 absolvoval Školu pro velitele čet a družstev Stráže obrany státu, jejímž příslušníkem se následně stal. Místem jeho pohraniční služby byl Mrákov na Domažlicku. Po uvolnění ze Stráže obrany státu působil opět jako četník v Mratíně a poté na Slovensku.

### Druhá světová válka
Po německé okupaci a rozpadu Československa se František Veitl vrátil ze Slovenska do Čech. V srpnu 1939 ilegálně opustil v prostoru Frýdku-Místku Němci zřízený Protektorát Čechy a Morava a odešel do Polska, kde se přihlásil do zde vznikající československé zahraniční jednotky. Po pádu Polska v září 1939 byl mezi těmi, kterým se podařilo ustoupit na území Rumunska, kde byl internován. Po propuštění se přes Palestinu dostal do Francie, kam dorazil na konci října 1939. Dne 29. října byl prezentován v Agde u zde vznikající jednotky Československé armády v zahraničí. K 31. lednu 1940 byl převelen do Spojeného království, kde v letech 1940 až 1942 působil jako člen osobní stráže prezidenta Edvarda Beneše. V srpnu 1942 absolvoval kurz vojenské policie. Ke 2. dubnu 1943 byl na vlastní žádost a na přímluvu Edvarda Beneše přijat do Royal Air Force, kde byl vycvičen na palubního střelce a 9. září téhož roku zařazen k 311. československé bombardovací peruti. Jako její příslušník se účastnil protiponorkových hlídkových letů nad oceánem. Dne 27. prosince 1943 byl členem posádky stroje Consolidated B-24 Liberator GR Mk.V BZ796 H pod velením Oldřicha Doležala, který potopil německou rychlou nákladní loď Alsterufer s nákladem wolframu z Japonska. Dne 3. října 1944 odstartoval jako náhradník za jiného příslušníka perutě ve stroji Consolidated B-24 Liberator GR Mk.V FL937 PP-K pod velením Jaroslava Haly ze skotského Tainu k dalšímu operačnímu letu a to nad Severní moře. V 15.29 odvysílal radiotelegrafista Michal Kubina poslední zprávu o napadení letounu v prostoru asi 100 kilometrů severozápadně od Stavangeru. Podle poválečných zjištění došlo k napadení trojicí strojů Messerschmitt Bf 110G-2, z nichž byl sestřel zapsán Lt. Peteru Bäthgovi, který byl během boje zraněn na ruce. Liberator se po útoku rozlomil na dvě části, které následně zmizely pod hladinou. Celá posádka zahynula, moře žádné z těl nevydalo. Dosáhl hodnosti praporčíka.

## Rodina
Dne 17. září 1942 byla v rámci německé tzv. Aktion Emigranten ve svém bydlišti v Kostelci nad Labem zadržena jeho manželka Libuše Veitlová a v Plzni pak jeho matka Anna Veitlová se sestrou Annou, provdanou Tanzerovou. Všechny byly poté do července 1943 internovány v internačním táboře Svatobořice. Konce války se dožily.

## Ocenění

### Vyznamenání
- Československý válečný kříž 1939
- Československá medaile za zásluhy II. stupně
- Pamětní medaile československé armády v zahraničí

### Posmrtná ocenění
- František Veitl byl v roce 1991 in memoriam povýšen do hodnosti podplukovníka
- Po praporčíku Veitlovi byla pojmenována jedna z ulic v Nýrsku
- Františku Veitlovi byl v roce 2019 in memoriam udělen Záslužný kříž ministra obrany České republiky